# Gradišče, Kozje
Gradišče je naselje v Občini Kozje.